# Hárosi Falemezművek
A Hárosi Falemezművek egy nagy múltú budapesti fafeldolgozó üzem (1222 Budapest, Háros u. 7.).

## Története
Viszonylag kevéssé ismertek a gyár alapítás körülményei. Az eseményt mindenesetre emléktábla őrzi a bizonyára az 1973. évben befejezett rekonstrukció keretében felépített impozáns irodaépület falán. A források szerint 1942-ben alapította a második világháborús konjunktúra idején egy bizonyos Szilárd nevezetű építőmester a középkori Csut község területén. Az üzem építése során  előkerültek a település templomának alapfalai. Érdekes módon a gyár emellett árterületre is épült, ezért később a XXII. kerület egyetlen ilyen szempontból veszélyeztetett területének minősítették. Elsősorban hámozás és késelés útján rétegelt termékeket állított elő. A gyár neve az 1960-as években Budapesti Falemezművekre (BUFA) változott.
Az 1950-es években számos újítást vezettek be az üzemben, elsősorban pénzmegtakarítási okokból. Így ír erről az Újítók Lapja 1952/10-es száma:
„A Hárosi Falemezgyárban a múlt évben 301 ezer forint volt az újításokból eredő gazdasági eredmény. Az idei első negyed megtakarítása már majdnem eléri ezt az összeget. Az újítási naplóba márciusig 1600 javaslatot vezettek be. Ha a kis létszámot vesszük tekintetbe, ez igen értékes eredménynek számít. A fejlődés jórészt annak köszönhető, hogy az újítási megbízott, Bözse elvtárs jól dolgozik, állandóan a dolgozók között van és újítási javaslatok megtételére serkenti őket. A Könnyűipari Minisztérium dicséretben is részesítette. A sok jelentős újítás közül megemlítjük az üzem sokszoros újítójának, Varasdineci Sándor művezetőnek a »méreten aluli lemezek felhasználása« című újítását és a préselt hordóknál az organtüll papírral való helyettesítését. A papirost könnyebb beszerezni és kétszer-háromszor is fel lehet használni. Muzna József újító, az ajtólapüzem művezetője a fenyőfahulladékot értékes anyaggá »varázsolta«. A hulladékot táblákba rakva bútoranyagnak használja fel. Évi megtakarítás 65–70 ezer forint.”
Ugyancsak ebben az időben terjedt el a falemezek műanyaggal való összeragasztásának gyakorlata, amelyet a Műanyagipari Kutató Intézet állított elő. 1955-ben a gyár épületállományának bővítéséről jelentek meg hírek (a munka kivitelezéséről nem adtak hír a lapok).
1976-tól (más források szerint 1981-től) több más fafeldolgozó üzemmel (Furnér- és Lemezművek, Első Magyar Mechanikai Hordógyár) együtt Fűrész-, Lemez- és Hordóipari Vállalat (FÜRLEMHO) néven működött a rendszerváltásig. 1977-ben azzal került a gyár a lapokba, hogy „tárolóhelyiség helyett a fel nem használt fűrészport éjjel-nappal, semmitől sem zavartatva, a szabadba fújja. [A gyár] Módszere roppant egyszerű: a kivezető csövön lyukakat vágnak, s a fűrészpor szétszóródik. Teljesen betakarja a „horgászvizet” és lehetetlenné teszi az ott-tartózkodást. A víz — sajnos — már enélkül is eliszaposodott, de a fűrészpor is nagymértékben elősegíti ezt a folyamatot. A nyaralók és a most építkezők sosem tudják, mi várja őket a hétvégi pihenésre érkezve.”
A rendszerváltás idején az állami üzemet privatizálták, és az eredetileg szatmári kivándorló kereskedő által alapított, kanadai székhelyű General Woods and Vencer szakmai befektető vállalat vásárolta meg, majd Budapest Furnér Művek néven működött. Az üzem napjainkban is Furnér Művek Kft. néven van jegyezve. Hivatalos címe 2461 Tárnok, Pacsirtamező utca 3. Az üzem – napjainkban már használaton kívül álló – iparvágány kapcsolattal rendelkezik Háros vasútállomás felé.

## Képtár

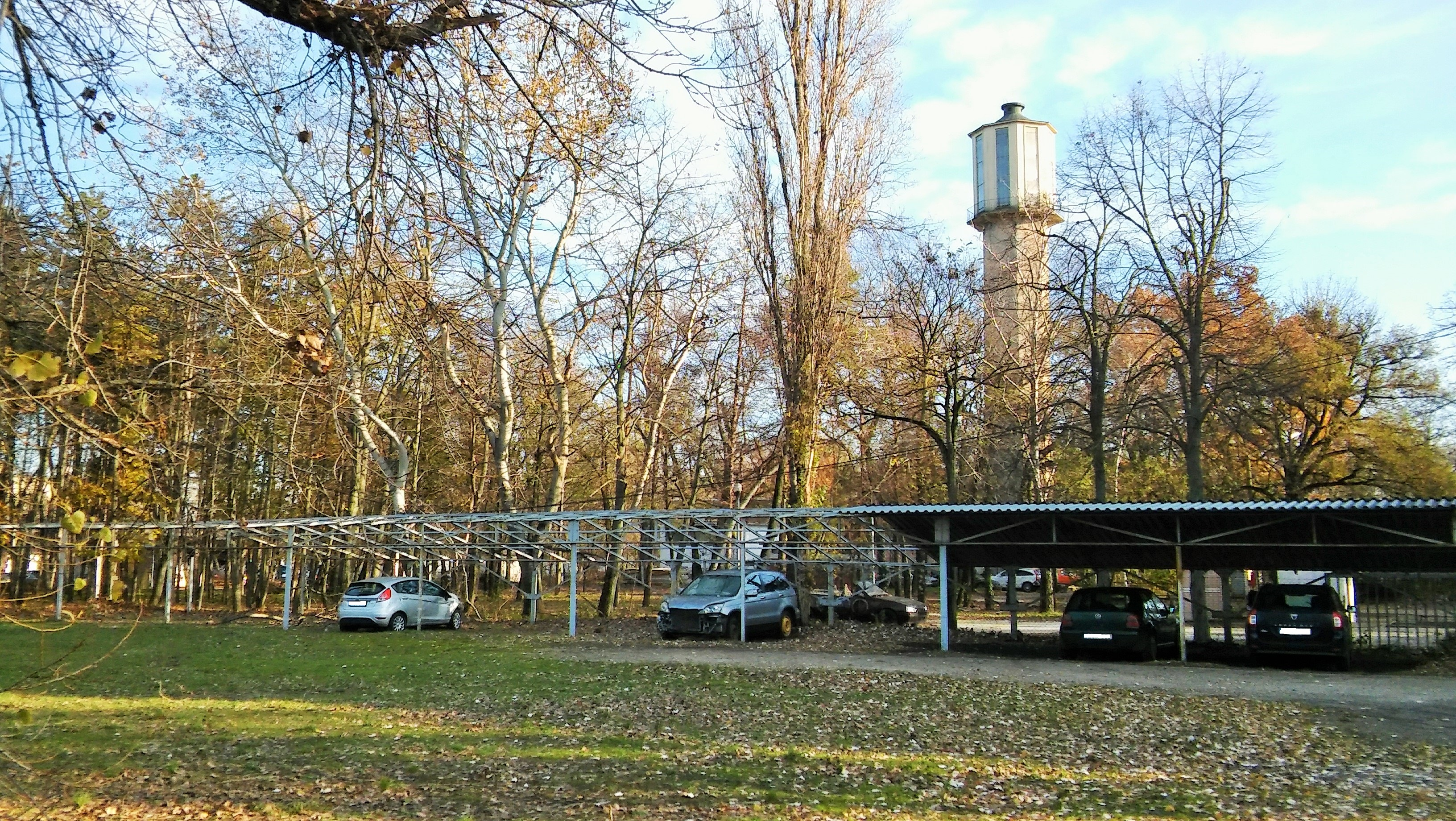
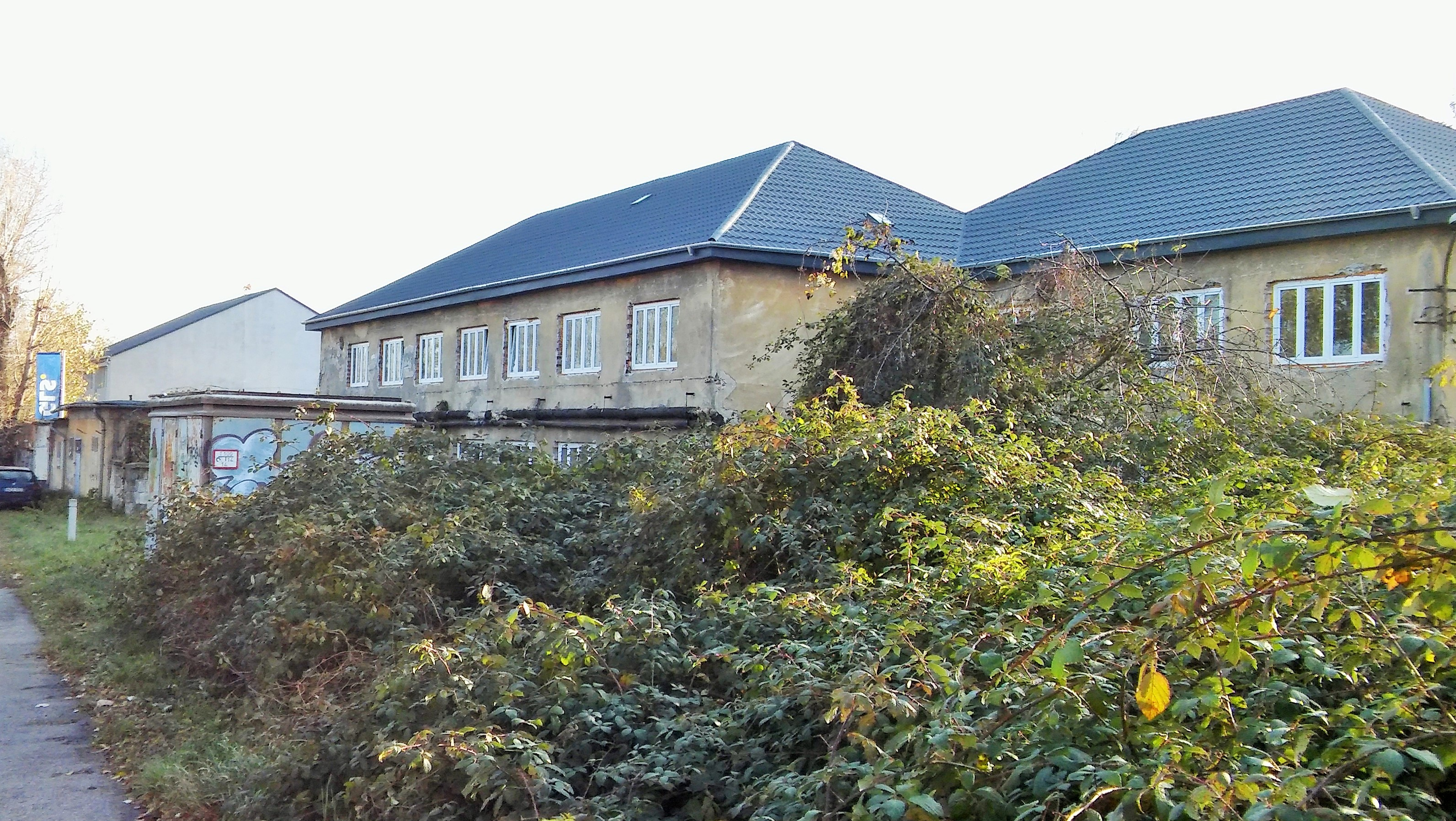
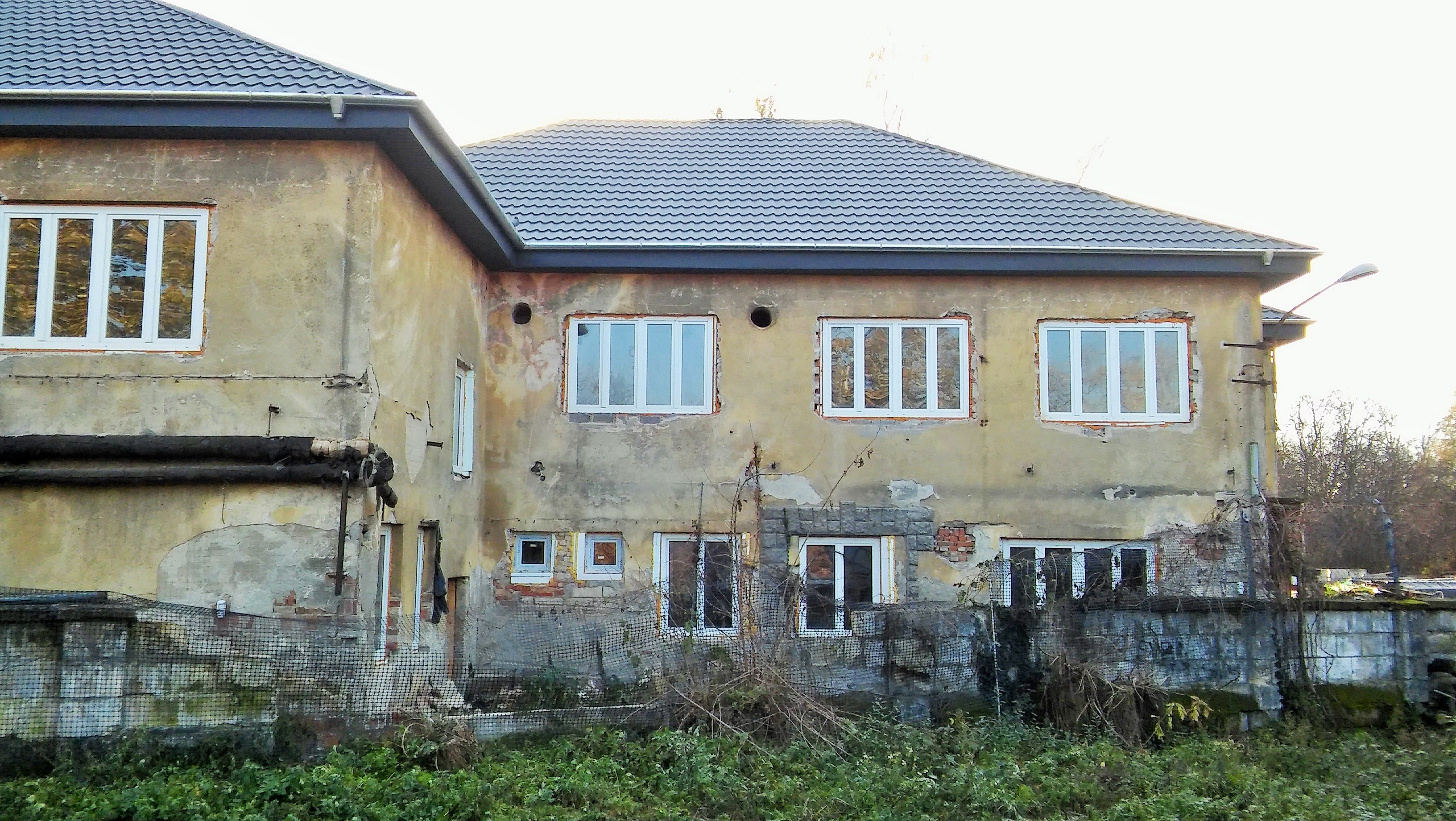
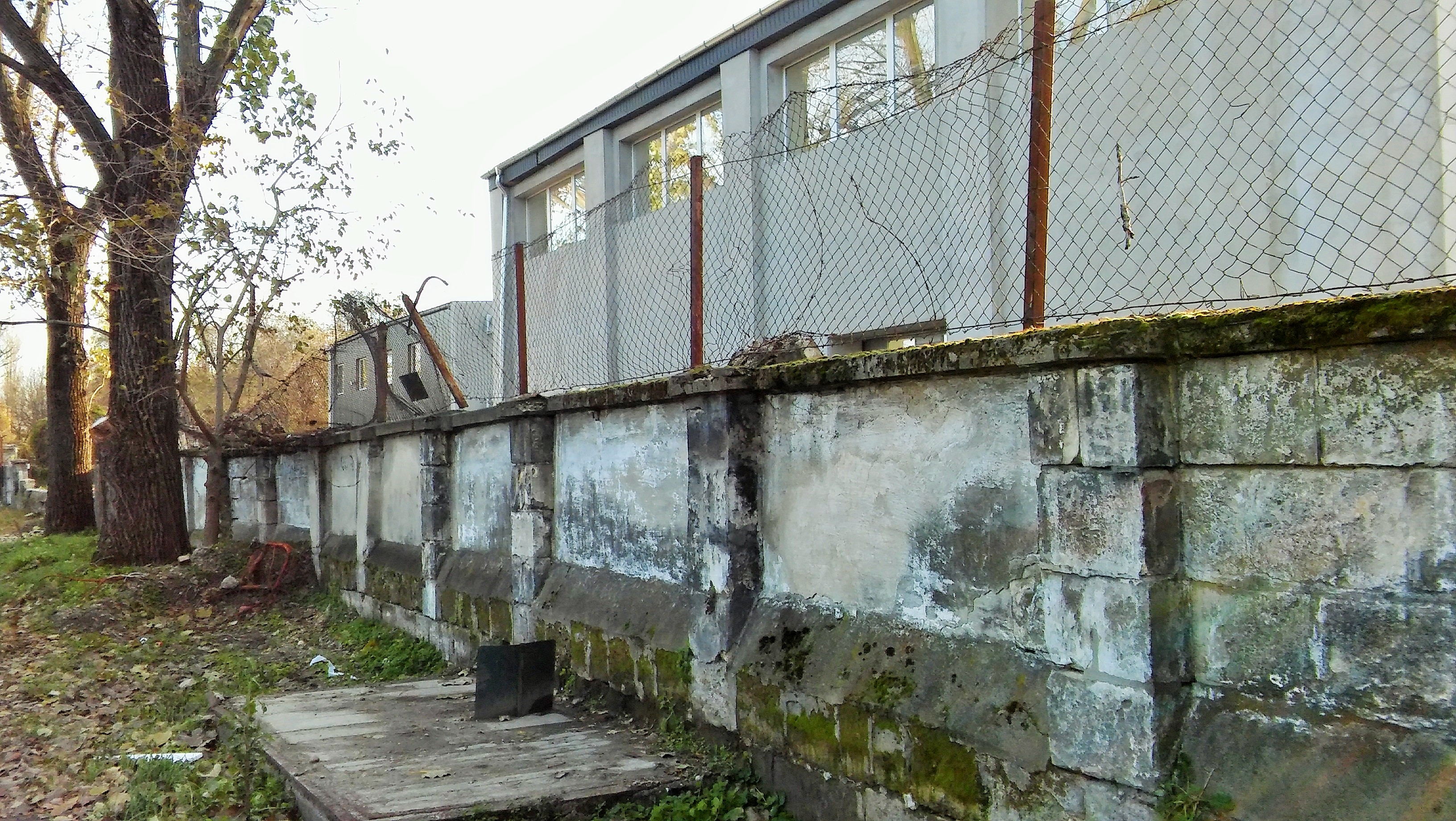
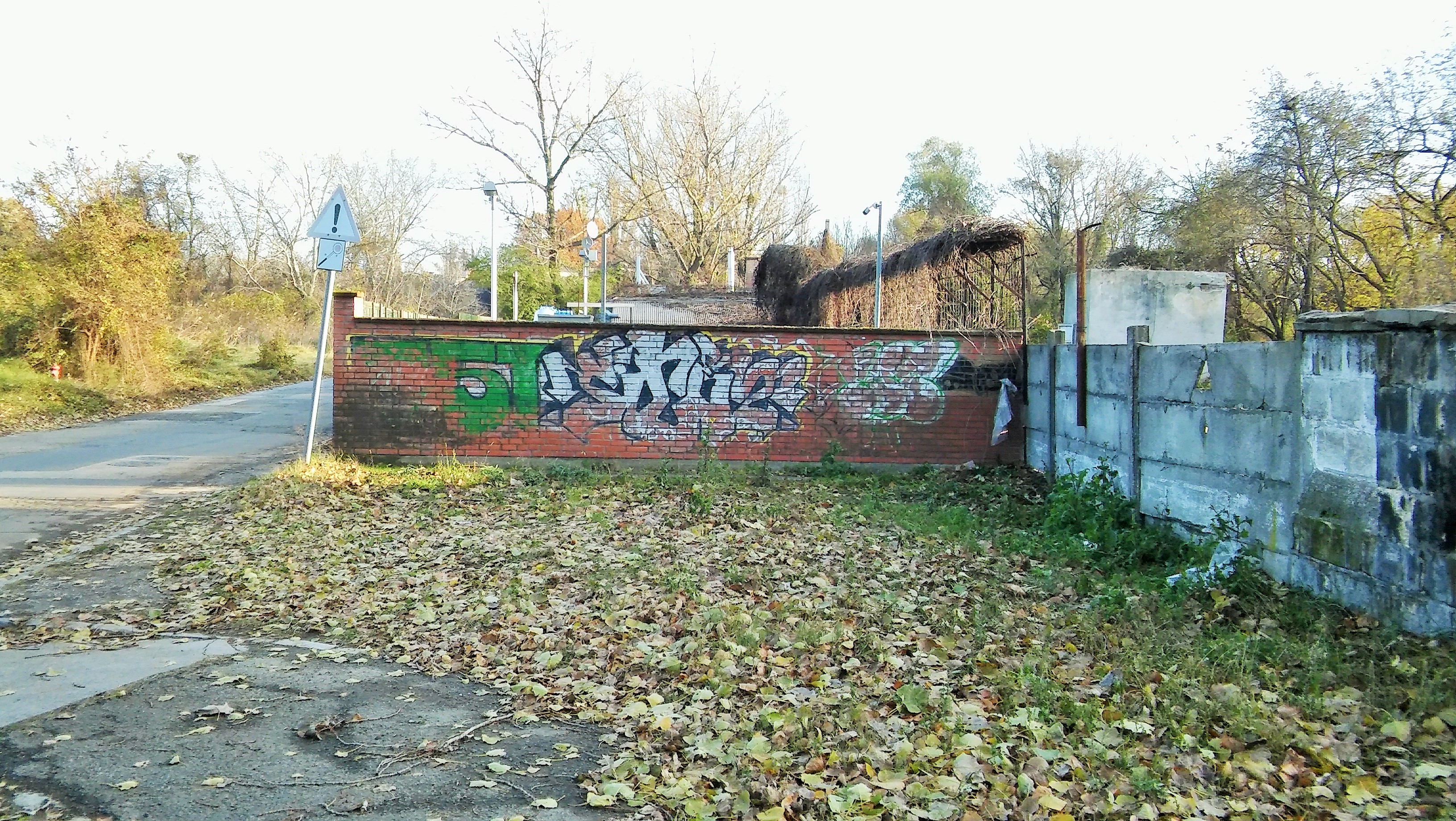
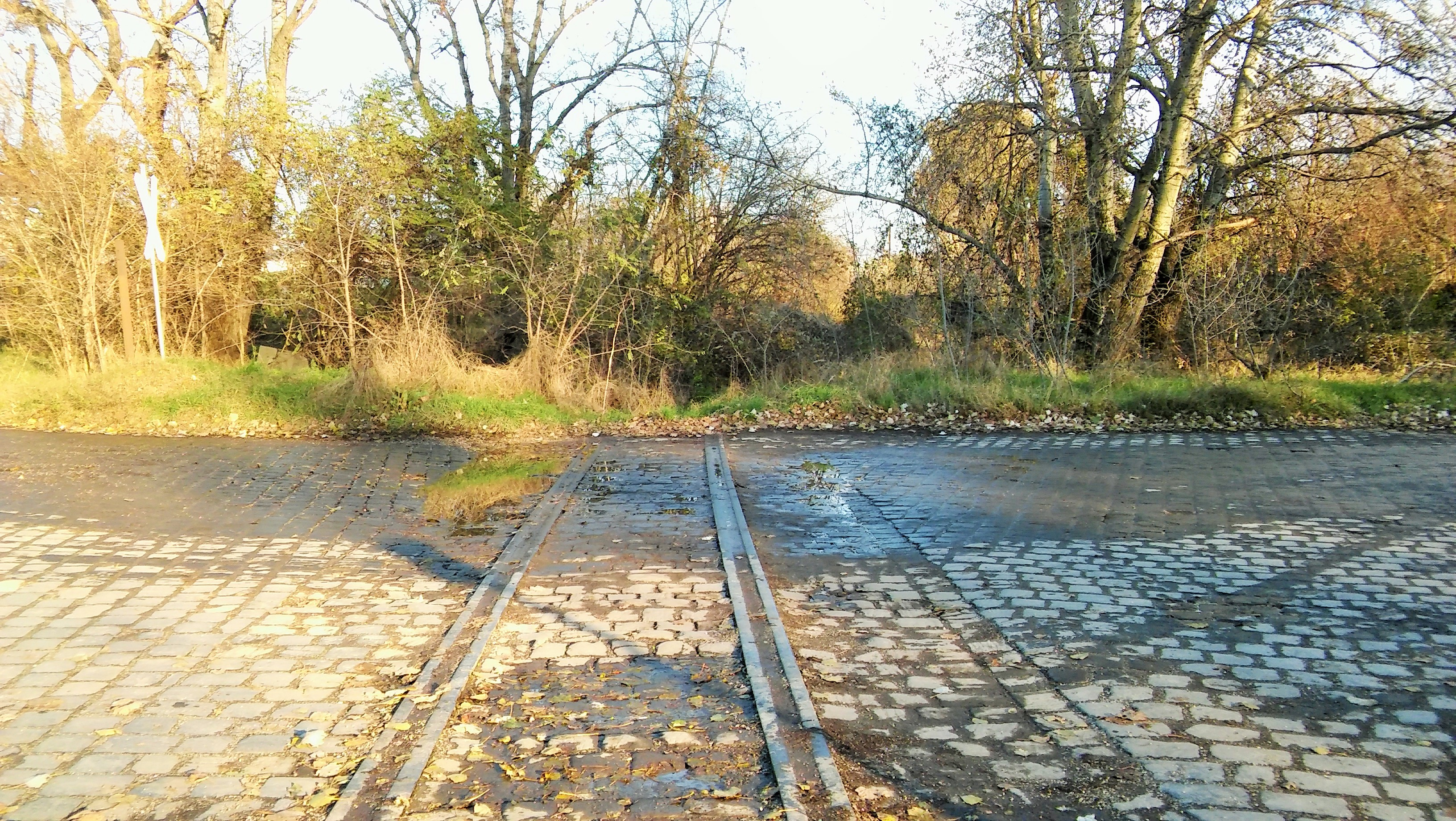
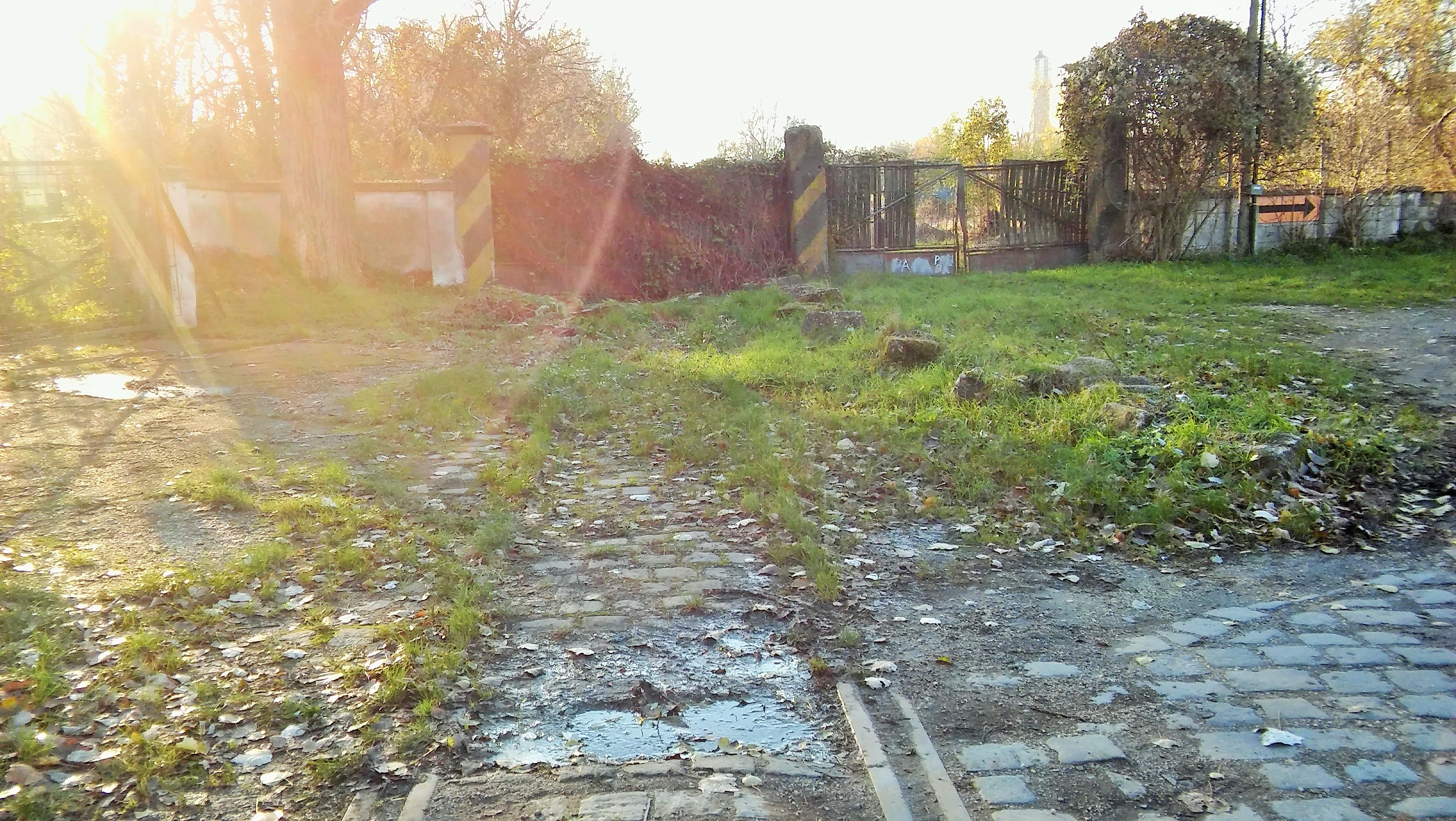

## Egyéb irodalom
- Fűrész-, Lemez- és Hordóipari Vállalat In: Ki mit gyárt Kutat, tervez, szerel, szolgáltat, forgalmaz, Műszaki Könyvkiadó, Budapest, 1982, ISBN 963-10-4714-8, 436-438. o.